# Pierre Chappon
Pierre Chappon est un homme politique français né le 13 juillet 1788 à Meaux (Seine-et-Marne) et décédé le 6 juin 1849 à Paris.

## Biographie
Négociant en farines à Meaux, président du tribunal de commerce et chef de bataillon de la garde nationale, il est député de Seine-et-Marne de 1848 à 1849, siégeant à droite.

## Sources
- « Pierre Chappon », dans Adolphe Robert et Gaston Cougny, Dictionnaire des parlementaires français, Edgar Bourloton, 1889-1891 [détail de l’édition]